# André Caixeta Ribeiro
André Caixeta Ribeiro é um engenheiro civil brasileiro que tornou-se notório ao conquistar a 1a colocação geral e no torneio individual do Campeonato Mundial de Bumerangue de 2014. O resultado alcançado foi por meio da categoria fast catch, que traduzido significa "pegada rápida". Na categoria, o competidor deve arremessar o bumerangue cinco vezes ultrapassando os 20 metros e pegá-lo no menor tempo possível. No Campeonato Mundial de 2012, realizado no Brasil, ele já havia sido considerado o mais rápido da competição, após utilizar um objeto criado por ele.
Em 2016, ele participou do revezamento da tocha olímpica na cidade de Patos de Minas.